# Лонгвуд-авеню (линия Пелем, Ай-ар-ти)
|   |     |     |     |   |
| · | · л | · э | · л | · |

|   |     |     |     |   |
| · | · л | · э | · л | · |

«Лонгвуд-авеню» (англ. Longwood Avenue) — станция Нью-Йоркского метрополитена, расположенная на линии Пелем, Ай-ар-ти. Станция находится в Бронксе, в округе Лонгвуд, на пересечении Саутерн-бульвар и Лонгвуд-авеню. На станции останавливается маршрут 6 (круглосуточно). Станцию проходит без остановки маршрут <6> (в будни днём в пиковом направлении).
Станция была открыта 17 января 1919 года и представлена двумя боковыми платформами, обслуживающими только локальные пути.